# 沃伊內什蒂鄉 (登博維察縣)
45°4′N 25°15′E / 45.067°N 25.250°E
沃伊內什蒂鄉（羅馬尼亞語：Comuna Voinești, Dâmbovița），是羅馬尼亞的鄉份，位於該國南部，由登博維察縣負責管轄，面積81平方公里，海拔高度461米，2007年人口6,105，人口密度每平方公里75人。